# Coppa del Mondo di freestyle 2010
La Coppa del Mondo di freestyle 2010 è iniziata il 12 dicembre 2009 a Suomu (in Finlandia) e terminata il 20 marzo 2010 in Sierra Nevada (in Spagna). La Coppa del Mondo organizzata dalla F..I..S. ha visto gli atleti, sia uomini che donne, competere in tre discipline del freestyle, ovvero: salti, gobbe e ski cross. Alla fine della stagione oltre alla Coppa del Mondo generale, sono state assegnate anche le Coppe del Mondo delle singole discipline.
Punto culminante della stagione del freestyle sono stati i XXI Giochi olimpici invernali di Vancouver 2010, che si sono svolti sul tracciato di Cypress Mountain dal 13 al 25 febbraio 2010.

## Uomini

### Risultati
| Data             | Luogo                   | Di. | Primo                 | Secondo               | Terzo                 |
| 11 dicembre 2009 | Suomu, Finlandia        | MO  | Jesper Björnlund      | Bryon Wilson          | Alexandre Bilodeau    |
| 12 dicembre 2009 | Suomu, Finlandia        | MO  | Jesper Björnlund      | Bryon Wilson          | Nathan Roberts        |
| 16 dicembre 2009 | Méribel, Francia        | DM  | annullata             | annullata             | annullata             |
| 19 dicembre 2009 | Changchun, Cina         | AE  | Anton Kušnir          | Liu Zhongqing         | Wu Chao               |
| 20 dicembre 2009 | Changchun, Cina         | AE  | Liu Zhongqing         | Qi Guangpu            | Anton Kušnir          |
| 19 dicembre 2009 | San Candido, Italia     | SX  | Mike Schmid           | Xavier Kuhn           | Casey Puckett         |
| 20 dicembre 2009 | San Candido, Italia     | SX  | Mike Schmid           | Audun Grønvold        | Conradign Netzer      |
| 7 gennaio 2010   | St. Johann, Austria     | SX  | Simon Stickl          | Daron Rahlves         | David Duncan          |
| 8 gennaio 2010   | Calgary, Canada         | MO  | Dale Begg-Smith       | Vincent Marquis       | Aleksandr Smyšljaev   |
| 9 gennaio 2010   | Calgary, Canada         | MO  | Dale Begg-Smith       | Alexandre Bilodeau    | Aleksandr Smyšljaev   |
| 10 gennaio 2010  | Calgary, Canada         | AE  | Jia Zongyang          | Anton Kušnir          | Aljaksej Hryšyn       |
| 11 gennaio 2010  | Les Contamines, Francia | SX  | Xavier Kuhn           | Stanley Hayer         | Tomáš Kraus           |
| 13 gennaio 2010  | Alpe d'Huez, Francia    | SX  | Christopher Del Bosco | Tomáš Kraus           | Ted Piccard           |
| 14 gennaio 2010  | Deer Valley, USA        | MO  | Dale Begg-Smith       | Guilbaut Colas        | Dmitri Reicherd       |
| 15 gennaio 2010  | Deer Valley, USA        | AE  | Anton Kušnir          | Qi Guangpu            | Dzmitryj Daščynski    |
| 16 gennaio 2010  | Deer Valley, USA        | MO  | Guilbaut Colas        | Dale Begg-Smith       | Alexandre Bilodeau    |
| 20 gennaio 2010  | Blue Mountain, Canada   | SX  | Andreas Matt          | Lars Lewén            | Patrick Koller        |
| 22 gennaio 2010  | Lake Placid, USA        | MO  | Guilbaut Colas        | Dale Begg-Smith       | Jesper Björnlund      |
| 22 gennaio 2010  | Lake Placid, USA        | AE  | Anton Kušnir          | Warren Shouldice      | Ryan Blais            |
| 24 gennaio 2010  | Lake Placid, USA        | SX  | Christopher Del Bosco | Andreas Matt          | David Duncan          |
| 30 gennaio 2010  | Mont Gabriel, Canada    | AE  | Anton Kušnir          | Qi Guangpu            | Renato Ulrich         |
| 3 marzo 2010     | Norefjell, Norvegia     | SX  | annullata             | annullata             | annullata             |
| 6 marzo 2010     | Branäs, Svezia          | SX  | Mike Schmid           | Christopher Del Bosco | Andreas Matt          |
| 6 marzo 2010     | Inawashiro, Giappone    | MO  | annullata             | annullata             | annullata             |
| 7 marzo 2010     | Inawashiro, Giappone    | DM  | annullata             | annullata             | annullata             |
| 12 marzo 2010    | Grindelwald, Svizzera   | SX  | Audun Grønvold        | Mike Schmid           | Christopher Del Bosco |
| 12 marzo 2010    | Åre, Svezia             | MO  | Jesper Björnlund      | Patrick Deneen        | Maxime Gingras        |
| 13 marzo 2010    | Åre, Svezia             | DM  | Guilbaut Colas        | Maxime Gingras        | Patrick Deneen        |
| 14 marzo 2010    | Hasliberg, Svizzera     | SX  | Mike Schmid           | Audun Grønvold        | Christopher Del Bosco |
| 18 marzo 2010    | Sierra Nevada, Spagna   | MO  | Guilbaut Colas        | Dale Begg-Smith       | Pierre Ochs           |
| 20 marzo 2010    | Sierra Nevada, Spagna   | SX  | Mike Schmid           | Audun Grønvold        | Andreas Steffen       |

Legenda:
- AE = Salti
- MO = Gobbe
- DM = Gobbe in parallelo
- SX = Skicross

### Classifica generale
| Pos. | Nome                  | Nazione     | Punti |
| ---- | --------------------- | ----------- | ----- |
| 1    | Anton Kušnir          | Bielorussia | 90    |
| 2    | Mike Schmid           | Svizzera    | 74    |
| 3    | Dale Begg-Smith       | Australia   | 69    |
| 4    | Guilbaut Colas        | Francia     | 62    |
| 5    | Jesper Björnlund      | Svezia      | 55    |
| 6    | Christopher Del Bosco | Canada      | 50    |
| 7    | Audun Grønvold        | Norvegia    | 48    |
| 8    | Qi Guangpu            | Cina        | 44    |
| 9    | Jia Zongyang          | Cina        | 41    |
| 10   | Andreas Matt          | Austria     | 39    |

### Salti
| Pos. | Nome           | Nazione     | Punti |
| ---- | -------------- | ----------- | ----- |
| 1    | Anton Kušnir   | Bielorussia | 540   |
| 2    | Qi Guangpu     | Cina        | 265   |
| 3    | Jia Zongyang   | Cina        | 246   |
| 4    | Renato Ulrich  | Svizzera    | 215   |
| 5    | Cimafej Slivec | Bielorussia | 192   |

### Gobbe
| Pos. | Nome               | Nazione     | Punti |
| ---- | ------------------ | ----------- | ----- |
| 1    | Dale Begg-Smith    | Australia   | 693   |
| 2    | Guilbaut Colas     | Francia     | 615   |
| 3    | Jesper Björnlund   | Svezia      | 552   |
| 4    | Alexandre Bilodeau | Canada      | 347   |
| 5    | Bryon Wilson       | Stati Uniti | 306   |

### Ski cross
| Pos. | Nome                  | Nazione  | Punti |
| ---- | --------------------- | -------- | ----- |
| 1    | Mike Schmid           | Svizzera | 815   |
| 2    | Christopher Del Bosco | Canada   | 547   |
| 3    | Audun Grønvold        | Norvegia | 530   |
| 4    | Andreas Matt          | Austria  | 432   |
| 5    | Stanley Hayer         | Canada   | 352   |

## Donne

### Risultati
| Data             | Luogo                   | Di. | Primo           | Secondo           | Terzo              |
| 11 dicembre 2009 | Suomu, Finlandia        | MO  | Kristi Richards | Aiko Uemura       | Hannah Kearney     |
| 12 dicembre 2009 | Suomu, Finlandia        | MO  | Hannah Kearney  | Kristi Richards   | Jennifer Heil      |
| 16 dicembre 2009 | Méribel, Francia        | DM  | annullata       | annullata         | annullata          |
| 19 dicembre 2009 | Changchun, Cina         | AE  | Guo Xinxin      | Li Nina           | Xu Mengtao         |
| 20 dicembre 2009 | Changchun, Cina         | AE  | Xu Mengtao      | Guo Xinxin        | Zhang Xin          |
| 19 dicembre 2009 | San Candido, Italia     | SX  | Anna Holmlund   | Ashleigh McIvor   | Ophélie David      |
| 20 dicembre 2009 | San Candido, Italia     | SX  | Anna Holmlund   | Ophélie David     | Sanna Lüdi         |
| 5 gennaio 2010   | St. Johann, Austria     | SX  | Ophélie David   | Méryll Boulangeat | Julia Murray       |
| 8 gennaio 2010   | Calgary, Canada         | MO  | Jennifer Heil   | Nikola Sudová     | Margarita Marbler  |
| 9 gennaio 2010   | Calgary, Canada         | MO  | Jennifer Heil   | Aiko Uemura       | Nikola Sudová      |
| 10 gennaio 2010  | Calgary, Canada         | AE  | Li Nina         | Evelyne Leu       | Guo Xinxin         |
| 9 gennaio 2010   | Les Contamines, Francia | SX  | Ashleigh McIvor | Julia Murray      | Karin Huttary      |
| 13 gennaio 2010  | Alpe d'Huez, Francia    | SX  | Kelsey Serwa    | Ophélie David     | Ashleigh McIvor    |
| 14 gennaio 2010  | Deer Valley, USA        | MO  | Heather McPhie  | Jennifer Heil     | Shannon Bahrke     |
| 15 gennaio 2010  | Deer Valley, USA        | AE  | Lydia Lassila   | Xu Mengtao        | Li Nina            |
| 16 gennaio 2010  | Deer Valley, USA        | MO  | Jennifer Heil   | Heather McPhie    | Michelle Roark     |
| 20 gennaio 2010  | Blue Mountain, Canada   | SX  | Hannah Kearney  | Ashleigh McIvor   | Saša Farič         |
| 21 gennaio 2010  | Lake Placid, USA        | MO  | Hannah Kearney  | Shannon Bahrke    | Heather McPhie     |
| 22 gennaio 2010  | Lake Placid, USA        | AE  | Lydia Lassila   | Li Nina           | Zhang Xin          |
| 24 gennaio 2010  | Lake Placid, USA        | SX  | Kelsey Serwa    | Fanny Smith       | Ophélie David      |
| 30 gennaio 2010  | Mont Gabriel, Canada    | AE  | Li Nina         | Cheng Shuang      | Asol' Slivec       |
| 3 marzo 2010     | Norefjell, Norvegia     | SX  | annullata       | annullata         | annullata          |
| 6 marzo 2010     | Branäs, Svezia          | SX  | Ophélie David   | Aleisha Cline     | Fanny Smith        |
| 6 marzo 2010     | Inawashiro, Giappone    | DM  | annullata       | annullata         | annullata          |
| 7 marzo 2010     | Inawashiro, Giappone    | MO  | Aiko Uemura     | Jennifer Heil     | Shannon Bahrke     |
| 12 marzo 2010    | Grindelwald, Svizzera   | SX  | Kelsey Serwa    | Ashleigh McIvor   | Danielle Poleschuk |
| 12 marzo 2010    | Åre, Svezia             | MO  | Hannah Kearney  | Jennifer Heil     | Shannon Bahrke     |
| 13 marzo 2010    | Åre, Svezia             | DM  | Hannah Kearney  | Shannon Bahrke    | Jennifer Heil      |
| 14 marzo 2010    | Hasliberg, Svizzera     | SX  | Anna Holmlund   | Ophélie David     | Marte Høie Gjefsen |
| 18 marzo 2010    | Sierra Nevada, Spagna   | MO  | Eliza Outtrim   | Margarita Marbler | Heather McPhie     |
| 20 marzo 2010    | Sierra Nevada, Spagna   | SX  | Anna Holmlund   | Ophélie David     | Marte Høie Gjefsen |

Legenda:
- AE = Salti
- MO = Gobbe
- DM = Gobbe in parallelo
- SX = Skicross

### Classifica generale
| Pos. | Nome            | Nazione     | Punti |
| ---- | --------------- | ----------- | ----- |
| 1    | Li Nina         | Cina        | 73    |
| 2    | Ophélie David   | Francia     | 67    |
| 3    | Jennifer Heil   | Canada      | 66    |
| 4    | Guo Xinxin      | Cina        | 58    |
| 5    | Heather McPhie  | Stati Uniti | 56    |
| 6    | Hannah Kearney  | Stati Uniti | 56    |
| 7    | Ashleigh McIvor | Canada      | 55    |
| 8    | Xu Mengtao      | Cina        | 52    |
| 9    | Anna Holmlund   | Svezia      | 47    |
| 10   | Shannon Bahrke  | Stati Uniti | 46    |

### Salti
| Pos. | Nome          | Nazione   | Punti |
| ---- | ------------- | --------- | ----- |
| 1    | Li Nina       | Cina      | 436   |
| 2    | Guo Xinxin    | Cina      | 346   |
| 3    | Xu Mengtao    | Cina      | 314   |
| 4    | Lydia Lassila | Australia | 259   |
| 5    | Zhang Xin     | Cina      | 254   |

### Gobbe
| Pos. | Nome              | Nazione     | Punti |
| ---- | ----------------- | ----------- | ----- |
| 1    | Jennifer Heil     | Canada      | 725   |
| 2    | Heather McPhie    | Stati Uniti | 616   |
| 3    | Hannah Kearney    | Stati Uniti | 616   |
| 4    | Shannon Bahrke    | Stati Uniti | 507   |
| 5    | Margarita Marbler | Australia   | 410   |

### Skicross
| Pos. | Nome               | Nazione  | Punti |
| ---- | ------------------ | -------- | ----- |
| 1    | Ophélie David      | Francia  | 474   |
| 2    | Ashleigh McIvor    | Canada   | 608   |
| 3    | Anna Holmlund      | Svezia   | 522   |
| 4    | Kelsey Serwa       | Canada   | 487   |
| 5    | Marte Høie Gjefsen | Norvegia | 381   |